# Bulbamphiascus imus
Bulbamphiascus imus är en kräftdjursart som först beskrevs av Brady 1872. Enligt Catalogue of Life ingår Bulbamphiascus imus i släktet Bulbamphiascus och familjen Diosaccidae, men enligt Dyntaxa är tillhörigheten istället släktet Bulbamphiascus och familjen Miraciidae. Arten är reproducerande i Sverige. Inga underarter finns listade i Catalogue of Life.